# Еммануель Зольдан
Еммануель Зольдан (англ. Emmanuelle Zoldan; нар. 1976; Екс-ан-Прованс, Прованс — Альпи — Лазурний Берег, Франція) — французька оперна співачка меццо-сопрано. Сесійна співачка таких метал-гуртів, як Sirenia, Trail of Tears та Turisas. Із 2016 стала фронтвумен норвезького симфо-готик-гурту Sirenia.

## Життєпис
Еммануель Зольдан народилася у французькому місті Екс-ан-Прованс регіону Прованс — Альпи — Лазурний Берег.
8 вересня 2016 року була представлена як нова вокалістка Sirenia після того, як Айлін, попередня вокалістка, покинула гурт. Перший альбом Sirenia з Еммануель Зольдан як вокалісткою вийшов 11 листопада 2016 року під назвою Dim Days of Dolor. За ним відбулися тури Європою, Південною Америкою, США, Канадою, Китаєм, Росією, а також виступи на таких фестивалях, як Summer Breeze Open Air 2018.

## Дискографія

### ІзSirenia
- Dim Days of Dolor (2016)
- Arcane Astral Aeons (2018)
- Riddles, Ruins & Revelations (2021)

### Сесійна співачка

#### ІзPenumbra
- Seclusion	(2003)

#### ІзTurisas
- Battle Metal (2004)

#### Із Sirenia
- An Elixir for Existence (2004)
- Sirenian Shores (міні-альбом, 2004)
- Nine Destinies and a Downfall	(2007)
- The 13th Floor (2009)
- The Enigma of Life (2011)
- Perils of the Deep Blue (2013)
- The Seventh Life Path	(2015)

#### ІзTrail of Tears
- Existentia (2007)

#### ІзMortemia
- Misere Mortem (2010)